# Лаундс (округ, Алабама)
Шаблон:StateAbbr_ 32°09′ пн. ш. 86°39′ зх. д. / 32.15° пн. ш. 86.65° зх. д.
 Лаундс (англ. Lowndes County) — округ (графство) у штаті Алабама. Ідентифікатор округу 01085.

## Історія
Округ утворений 1830 року.

## Демографія
За даними перепису
2000 року
загальне населення округу становило 13473 осіб, усе сільське.
Серед мешканців округу чоловіків було 6302, а жінок — 7171. В окрузі було 4909 домогосподарств, 3588 родин, які мешкали в 5801 будинках.
Середній розмір родини становив 3,28.
Віковий розподіл населення поданий у таблиці:
| Стать    | До 15 років | 15-21 | 22-29 | 30-39 | 40-49 | 50-65 | 65-85 | Понад 85 |
| -------- | ----------- | ----- | ----- | ----- | ----- | ----- | ----- | -------- |
| Чоловіки | 1646        | 772   | 551   | 824   | 911   | 903   | 622   | 73       |
| Жінки    | 1675        | 770   | 643   | 1056  | 998   | 1078  | 804   | 147      |

## Суміжні округи
- Отога — північ
- Монтгомері — схід
- Креншо — південний схід
- Батлер — південь
- Вілкокс — південний захід
- Даллас — захід

## Виноски
1. ↑  U.S. Decennial Census. United States Census Bureau. Архів оригіналу за 4 квітня 2018. Процитовано 22 серпня 2015.
2. ↑  Historical Census Browser. University of Virginia Library. Архів оригіналу за 11 серпня 2012. Процитовано 22 серпня 2015.
3. ↑  Forstall, Richard L., ред. (24 березня 1995). Population of Counties by Decennial Census: 1900 to 1990. United States Census Bureau. Архів оригіналу за 24 вересня 2015. Процитовано 22 серпня 2015.
4. ↑  Census 2000 PHC-T-4. Ranking Tables for Counties: 1990 and 2000 (PDF). United States Census Bureau. 2 квітня 2001. Архів оригіналу (PDF) за 18 грудня 2014. Процитовано 22 серпня 2015.
5. ↑  State & County QuickFacts. United States Census Bureau. Архів оригіналу за 6 червня 2011. Процитовано 16 травня 2014.(англ.) Наведено за англійською вікіпедією.
6. ↑  American FactFinder. Бюро перепису населення США. Архів оригіналу за 26 лютого 2012. Процитовано 31 січня 2008.